# Campeonato Brasileiro de Futebol de 2012 - Série B
A Série B do Campeonato Brasileiro de Futebol de 2012 foi a 31.ª edição da competição de futebol realizada no Brasil, equivalente à segunda divisão. Foi disputada por 20 clubes, entre 18 de maio e 24 de novembro. Os quatro primeiros colocados ascenderam à Série A de 2013 e os quatro últimos foram rebaixados à Série C de 2013.
O Goiás, rebaixado em 2010, foi o primeiro clube a ser promovido para a primeira divisão de 2013 após derrotar o Grêmio Barueri por 3–0 no Estádio Serra Dourada, na 36ª rodada. Na última rodada a equipe assegurou o título após vencer o Joinville no Serra Dourada, de virada, por 2–1 e atingindo 78 pontos. Foi a segunda vez que o Goiás conquistou a Série B após o primeiro título em 1999.
Além do Goiás, a definição do acesso para a Série A começou a definir-se na 36ª rodada, quando o Criciúma também se garantiu ao empatar sem gols em casa contra o Atlético Paranaense, encerrando oito anos de ausência da elite do futebol brasileiro. Atlético Paranaense e Vitória completaram o grupo dos promovidos após os empates contra Paraná e Ceará por 1–1, respectivamente, na 38ª rodada.
Entre as equipes rebaixadas para a Série C, o Grêmio Barueri foi o primeiro a perder a categoria mesmo sem entrar em campo, após a vitória do Bragantino sobre o Joinville na 36ª rodada, em Bragança Paulista. Na mesma rodada, o Ipatinga também confirmou a queda ao ser derrotado pelo Paraná por 2–0, fora de casa. Os dois últimos rebaixados foram definidos apenas na última rodada: o Guarani, após perder para o São Caetano, em Campinas, por 2–1, e o CRB, mesmo vencendo o ASA por 4–2, em Arapiraca.

## Regulamento
Pelo sétimo ano consecutivo, a Série B foi disputada por 20 clubes no sistema de ida e volta por pontos corridos. Em cada turno, os times jogaram entre si uma única vez. Os jogos do primeiro turno foram realizados na mesma ordem no segundo turno, apenas com o mando de campo invertido. Não há campeões por turnos, sendo declarado campeão o time que obtiver o maior número de pontos após as 38 rodadas. Ao final, os quatro primeiros times ascenderam para a Série A de 2013, da mesma forma que os quatro últimos caíram para a Série C do ano seguinte.

### Critérios de desempate
Em caso de empate por pontos entre dois clubes, os critérios de desempate foram aplicados na seguinte ordem:
1. Número de vitórias
2. Saldo de gols
3. Gols marcados
4. Confronto direto
5. Número de cartões vermelhos
6. Número de cartões amarelos
7. Sorteio

## Participantes
| Equipe              | Cidade             | Estado | Em 2011       | Estádio                              | Capacidade   | Títulos        |
| ------------------- | ------------------ | ------ | ------------- | ------------------------------------ | ------------ | -------------- |
| ABC                 | Natal              | RN     | 10º           | Frasqueirão                          | 15 082       | 0 (não possui) |
| América de Natal    | Natal              | RN     | 4º (Série C)  | Nazarenão[a]                         | 4 000        | 0 (não possui) |
| América Mineiro     | Belo Horizonte     | MG     | 19º (Série A) | Independência                        | 23 000       | 1 (1997)       |
| ASA                 | Arapiraca          | AL     | 16º           | Coaracy Fonseca                      | 12 500       | 0 (não possui) |
| Atlético Paranaense | Curitiba           | PR     | 17º (Série A) | Gigante do Itiberê[b] Eco-Estádio[b] | 9 070 10 000 | 1 (1995)       |
| Avaí                | Florianópolis      | SC     | 20º (Série A) | Ressacada                            | 17 537       | 0 (não possui) |
| Boa Esporte         | Varginha           | MG     | 7º            | Melão                                | 15 471       | 0 (não possui) |
| Bragantino          | Bragança Paulista  | SP     | 6º            | Nabi Abi Chedid                      | 17 022       | 1 (1989)       |
| Ceará               | Fortaleza          | CE     | 18º (Série A) | Presidente Vargas[c]                 | 20 268       | 0 (não possui) |
| CRB                 | Maceió             | AL     | 2º (Série C)  | Rei Pelé                             | 18 801       | 0 (não possui) |
| Criciúma            | Criciúma           | SC     | 14º           | Heriberto Hülse                      | 19 900       | 1 (2002)       |
| Goiás               | Goiânia            | GO     | 11º           | Serra Dourada                        | 41 574       | 1 (1999)       |
| Grêmio Barueri      | Barueri            | SP     | 9º            | Arena Barueri                        | 31 452       | 0 (não possui) |
| Guarani             | Campinas           | SP     | 12º           | Brinco de Ouro                       | 29 130       | 1 (1981)       |
| Guaratinguetá[d]    | Guaratinguetá      | SP     | 8º            | Dario Rodrigues Leite                | 16 095       | 0 (não possui) |
| Ipatinga            | Ipatinga           | MG     | 3º (Série C)  | Ipatingão                            | 16 000       | 0 (não possui) |
| Joinville           | Joinville          | SC     | 1º (Série C)  | Arena Joinville                      | 22 400       | 0 (não possui) |
| Paraná              | Curitiba           | PR     | 13º           | Vila Capanema                        | 16 720       | 1 (1992)       |
| São Caetano         | São Caetano do Sul | SP     | 15º           | Anacleto Campanella                  | 16 744       | 0 (não possui) |
| Vitória             | Salvador           | BA     | 5º            | Barradão                             | 35 000       | 0 (não possui) |

- a. ^  O Estádio Machadão foi demolido e no lugar foi construída a Arena das Dunas visando a Copa do Mundo FIFA de 2014. O América de Natal mandou seus jogos no Estádio Nazarenão, localizado na cidade de Goianinha.[13]
- b. ^  A Arena da Baixada estava fechada para reformas visando a Copa do Mundo FIFA de 2014. O Atlético Paranaense mandou seus jogos no Gigante do Itiberê, localizado na cidade de Paranaguá, no primeiro turno,[14] e no Eco-Estádio, em Curitiba, no segundo turno.[15]
- c. ^  O Estádio Castelão estava fechado para reformas visando a Copa do Mundo FIFA de 2014. O Ceará mandou seus jogos no Estádio Presidente Vargas.[16]
- d. ^  Em 28 de novembro de 2011, o Americana voltou para sua cidade de origem, Guaratinguetá, e alterou o seu nome para "Guaratinguetá Futebol Ltda" a partir de 2012.[17]

## Classificação
| Pos | Equipes             | Pts | J  | V  | E  | D  | GP | GC | SG  | %  | M       | Classificação ou rebaixamento |
| --- | ------------------- | --- | -- | -- | -- | -- | -- | -- | --- | -- | ------- | ----------------------------- |
| 1   | Goiás               | 78  | 38 | 23 | 9  | 6  | 75 | 37 | +38 | 68 | Estável | Promovidos à Série A de 2013  |
| 2   | Criciúma            | 73  | 38 | 22 | 7  | 9  | 78 | 57 | +21 | 64 | Estável | Promovidos à Série A de 2013  |
| 3   | Atlético Paranaense | 71  | 38 | 21 | 8  | 9  | 65 | 37 | +28 | 62 | Estável | Promovidos à Série A de 2013  |
| 4   | Vitória             | 71  | 38 | 21 | 8  | 9  | 59 | 43 | +16 | 62 | Estável | Promovidos à Série A de 2013  |
| 5   | São Caetano         | 71  | 38 | 20 | 11 | 7  | 58 | 38 | +20 | 62 | Estável |                               |
| 6   | Joinville           | 60  | 38 | 17 | 9  | 12 | 58 | 40 | +18 | 52 | Estável |                               |
| 7   | Avaí                | 59  | 38 | 18 | 5  | 15 | 44 | 42 | +2  | 52 | Estável |                               |
| 8   | América Mineiro     | 55  | 38 | 16 | 7  | 15 | 63 | 58 | +5  | 48 | 1       |                               |
| 9   | América de Natal    | 54  | 38 | 14 | 12 | 12 | 60 | 61 | –1  | 47 | 1       |                               |
| 10  | Paraná              | 52  | 38 | 14 | 10 | 14 | 50 | 47 | +3  | 45 | Estável |                               |
| 11  | Ceará               | 47  | 38 | 12 | 11 | 15 | 51 | 52 | –1  | 41 | Estável |                               |
| 12  | ABC                 | 45  | 38 | 11 | 12 | 15 | 50 | 52 | –2  | 39 | 1       |                               |
| 13  | ASA                 | 44  | 38 | 13 | 5  | 20 | 48 | 56 | –8  | 38 | 1       |                               |
| 14  | Bragantino          | 44  | 38 | 12 | 8  | 18 | 45 | 53 | –8  | 38 | 1       |                               |
| 15  | Boa Esporte         | 44  | 38 | 11 | 11 | 16 | 51 | 63 | –12 | 38 | 1       |                               |
| 16  | Guaratinguetá       | 43  | 38 | 13 | 4  | 21 | 41 | 63 | –22 | 38 | 1       |                               |
| 17  | CRB                 | 42  | 38 | 12 | 6  | 20 | 47 | 67 | –20 | 37 | 1       | Rebaixados à Série C de 2013  |
| 18  | Guarani             | 41  | 38 | 10 | 11 | 17 | 36 | 47 | –11 | 36 | 2       | Rebaixados à Série C de 2013  |
| 19  | Ipatinga            | 31  | 38 | 8  | 7  | 23 | 38 | 73 | –35 | 27 | Estável | Rebaixados à Série C de 2013  |
| 20  | Grêmio Barueri      | 30  | 38 | 7  | 9  | 22 | 38 | 69 | –31 | 26 | Estável | Rebaixados à Série C de 2013  |

## Confrontos
|                | ABC | AMM | AMN | ASA | ATP | AVA | BOA | BRG | CEA | CRB | CRI | GOI | GBR | GUA | GTA | IPA | JOI | PAR | SCA | VIT |
| -------------- | --- | --- | --- | --- | --- | --- | --- | --- | --- | --- | --- | --- | --- | --- | --- | --- | --- | --- | --- | --- |
| ABC            | —   | 0–2 | 2–2 | 1–1 | 0–1 | 1–2 | 1–2 | 1–0 | 0–1 | 4–2 | 2–2 | 3–2 | 2–1 | 3–1 | 3–0 | 2–2 | 0–0 | 2–0 | 0–1 | 0–1 |
| América-MG     | 3–3 | —   | 1–1 | 0–1 | 3–2 | 1–0 | 3–2 | 3–2 | 1–3 | 4–0 | 3–0 | 1–2 | 1–2 | 1–1 | 2–1 | 3–1 | 0–2 | 0–0 | 2–5 | 1–2 |
| América-RN     | 1–0 | 1–1 | —   | 2–0 | 0–2 | 1–0 | 4–4 | 2–1 | 1–1 | 3–3 | 1–4 | 5–2 | 2–1 | 1–0 | 4–1 | 2–1 | 3–1 | 2–1 | 0–2 | 2–2 |
| ASA            | 3–1 | 3–2 | 0–2 | —   | 2–3 | 1–0 | 3–2 | 1–1 | 3–0 | 2–4 | 1–2 | 0–1 | 1–1 | 1–0 | 3–1 | 3–0 | 1–0 | 1–1 | 4–1 | 2–3 |
| Atlético-PR    | 2–1 | 5–4 | 1–1 | 1–0 | —   | 3–1 | 2–1 | 0–0 | 2–1 | 4–1 | 1–0 | 0–0 | 3–0 | 1–1 | 3–0 | 1–0 | 1–1 | 1–1 | 0–1 | 0–1 |
| Avaí           | 3–1 | 2–0 | 2–2 | 2–0 | 1–2 | —   | 2–1 | 1–0 | 2–1 | 1–0 | 1–1 | 1–4 | 2–1 | 1–0 | 2–0 | 2–1 | 1–2 | 3–1 | 1–0 | 2–0 |
| Boa Esporte    | 0–0 | 2–1 | 1–1 | 3–2 | 2–1 | 2–2 | —   | 3–0 | 1–0 | 0–0 | 0–4 | 2–2 | 4–1 | 1–2 | 0–1 | 2–1 | 0–0 | 2–1 | 1–3 | 1–2 |
| Bragantino     | 1–2 | 2–0 | 1–0 | 2–2 | 2–1 | 1–0 | 3–0 | —   | 1–3 | 0–2 | 3–4 | 3–3 | 2–2 | 0–0 | 1–0 | 0–2 | 1–0 | 3–3 | 2–3 | 3–0 |
| Ceará          | 4–2 | 1–2 | 4–0 | 3–2 | 1–0 | 0–1 | 1–1 | 1–2 | —   | 1–2 | 2–2 | 2–2 | 2–0 | 1–0 | 1–1 | 1–1 | 4–3 | 0–1 | 2–2 | 1–3 |
| CRB            | 3–3 | 0–1 | 4–2 | 0–1 | 2–0 | 2–0 | 0–0 | 0–2 | 0–2 | —   | 0–2 | 0–2 | 2–1 | 2–1 | 3–1 | 2–0 | 4–3 | 0–2 | 2–2 | 0–1 |
| Criciúma       | 2–0 | 0–4 | 4–3 | 2–1 | 0–0 | 2–0 | 4–3 | 3–2 | 2–1 | 2–0 | —   | 3–0 | 3–4 | 2–1 | 4–1 | 3–2 | 2–3 | 2–1 | 0–2 | 2–1 |
| Goiás          | 1–1 | 2–0 | 1–0 | 4–0 | 3–2 | 2–0 | 2–0 | 1–0 | 0–0 | 1–0 | 1–0 | —   | 3–0 | 5–0 | 1–1 | 4–0 | 2–1 | 2–0 | 0–0 | 4–3 |
| Grêmio Barueri | 0–3 | 0–1 | 2–3 | 1–0 | 0–6 | 2–0 | 1–2 | 0–0 | 0–0 | 0–0 | 1–4 | 2–0 | —   | 2–2 | 2–3 | 2–0 | 1–1 | 1–2 | 2–2 | 0–1 |
| Guarani        | 1–1 | 0–3 | 0–0 | 2–1 | 2–1 | 0–2 | 0–0 | 1–2 | 4–1 | 4–0 | 1–2 | 1–2 | 1–0 | —   | 2–1 | 1–0 | 2–1 | 0–0 | 1–2 | 0–0 |
| Guaratinguetá  | 2–1 | 1–2 | 0–2 | 2–1 | 0–1 | 1–1 | 0–0 | 2–0 | 2–1 | 1–2 | 2–1 | 0–3 | 2–1 | 2–1 | —   | 3–1 | 0–3 | 2–0 | 0–1 | 1–0 |
| Ipatinga       | 1–1 | 1–0 | 4–0 | 1–0 | 1–1 | 1–2 | 1–2 | 2–1 | 1–2 | 3–2 | 2–3 | 0–6 | 0–3 | 0–0 | 2–3 | —   | 1–0 | 2–0 | 1–2 | 1–1 |
| Joinville      | 0–0 | 2–2 | 1–0 | 1–0 | 1–4 | 1–0 | 3–0 | 1–0 | 1–1 | 3–1 | 3–1 | 1–0 | 4–0 | 2–0 | 2–1 | 6–0 | —   | 3–1 | 0–0 | 1–1 |
| Paraná         | 1–2 | 0–1 | 1–0 | 2–0 | 1–2 | 1–1 | 2–0 | 2–0 | 1–0 | 4–0 | 1–1 | 1–3 | 1–1 | 1–1 | 3–2 | 2–0 | 2–0 | —   | 2–1 | 3–1 |
| São Caetano    | 0–1 | 1–1 | 3–2 | 0–1 | 1–3 | 1–0 | 4–2 | 2–0 | 2–0 | 3–2 | 1–1 | 1–1 | 3–0 | 1–2 | 1–0 | 1–1 | 1–0 | 1–1 | —   | 0–0 |
| Vitória        | 1–0 | 5–3 | 2–2 | 2–0 | 0–2 | 2–0 | 3–2 | 0–1 | 1–1 | 1–0 | 2–2 | 3–1 | 1–0 | 1–0 | 2–0 | 4–0 | 2–1 | 4–3 | 0–1 | —   |

| Vitória do mandante; Vitória do visitante; Empate. | Em negrito os jogos "clássicos". |

## Desempenho por rodada
Clubes que lideraram o campeonato ao final de cada rodada:
| Rodadas | Rodadas | Rodadas | Rodadas | Rodadas | Rodadas | Rodadas | Rodadas | Rodadas | Rodadas | Rodadas | Rodadas | Rodadas | Rodadas | Rodadas | Rodadas | Rodadas | Rodadas | Rodadas | Rodadas | Rodadas | Rodadas | Rodadas | Rodadas | Rodadas | Rodadas | Rodadas | Rodadas | Rodadas | Rodadas | Rodadas | Rodadas | Rodadas | Rodadas | Rodadas | Rodadas | Rodadas | Rodadas |
| ------- | ------- | ------- | ------- | ------- | ------- | ------- | ------- | ------- | ------- | ------- | ------- | ------- | ------- | ------- | ------- | ------- | ------- | ------- | ------- | ------- | ------- | ------- | ------- | ------- | ------- | ------- | ------- | ------- | ------- | ------- | ------- | ------- | ------- | ------- | ------- | ------- | ------- |
| 1       | 2       | 3       | 4       | 5       | 6       | 7       | 8       | 9       | 10      | 11      | 12      | 13      | 14      | 15      | 16      | 17      | 18      | 19      | 20      | 21      | 22      | 23      | 24      | 25      | 26      | 27      | 28      | 29      | 30      | 31      | 32      | 33      | 34      | 35      | 36      | 37      | 38      |
| AMN     | AMM     | AMM     | AMM     | AMM     | CRI     | CRI     | CRI     | AMM     | CRI     | CRI     | CRI     | CRI     | CRI     | CRI     | CRI     | CRI     | VIT     | VIT     | VIT     | VIT     | VIT     | VIT     | VIT     | VIT     | VIT     | VIT     | VIT     | CRI     | CRI     | CRI     | GOI     | CRI     | GOI     | GOI     | GOI     | GOI     | GOI     |

Clubes que ficaram na última posição do campeonato ao final de cada rodada:
| Rodadas | Rodadas | Rodadas | Rodadas | Rodadas | Rodadas | Rodadas | Rodadas | Rodadas | Rodadas | Rodadas | Rodadas | Rodadas | Rodadas | Rodadas | Rodadas | Rodadas | Rodadas | Rodadas | Rodadas | Rodadas | Rodadas | Rodadas | Rodadas | Rodadas | Rodadas | Rodadas | Rodadas | Rodadas | Rodadas | Rodadas | Rodadas | Rodadas | Rodadas | Rodadas | Rodadas | Rodadas | Rodadas |
| ------- | ------- | ------- | ------- | ------- | ------- | ------- | ------- | ------- | ------- | ------- | ------- | ------- | ------- | ------- | ------- | ------- | ------- | ------- | ------- | ------- | ------- | ------- | ------- | ------- | ------- | ------- | ------- | ------- | ------- | ------- | ------- | ------- | ------- | ------- | ------- | ------- | ------- |
| 1       | 2       | 3       | 4       | 5       | 6       | 7       | 8       | 9       | 10      | 11      | 12      | 13      | 14      | 15      | 16      | 17      | 18      | 19      | 20      | 21      | 22      | 23      | 24      | 25      | 26      | 27      | 28      | 29      | 30      | 31      | 32      | 33      | 34      | 35      | 36      | 37      | 38      |
| JOI     | CRB     | GBR     | GBR     | GBR     | GBR     | GBR     | GBR     | GBR     | IPA     | IPA     | IPA     | IPA     | IPA     | IPA     | GBR     | GTA     | GBR     | GBR     | GBR     | GBR     | GBR     | GBR     | GBR     | GBR     | GBR     | IPA     | IPA     | IPA     | IPA     | GBR     | IPA     | GBR     | GBR     | GBR     | GBR     | GBR     | GBR     |

## Artilharia
| Gols | Jogador        | Time                |
| ---- | -------------- | ------------------- |
| 27   | Zé Carlos      | Criciúma            |
| 20   | Isac           | América de Natal    |
| 17   | Lima           | Joinville           |
| 16   | Lúcio Maranhão | ASA                 |
| 16   | Marcelo        | Atlético Paranaense |
| 16   | Walter         | Goiás               |
| 14   | Alemão         | Guaratinguetá       |
| 14   | Fábio Júnior   | América Mineiro     |
| 13   | Mota           | Ceará               |

## Maiores públicos
Esses são os dez maiores públicos do Campeonato:
| Nº | Público[i] | Mandante | Placar | Visitante           | Estádio       | Data           | Rodada |
| -- | ---------- | -------- | ------ | ------------------- | ------------- | -------------- | ------ |
| 1  | 38.000     | Goiás    | 2–1    | Joinville           | Serra Dourada | 24 de novembro | 38ª    |
| 1  | 38.000     | Goiás    | 3–0    | Grêmio Barueri      | Serra Dourada | 10 de novembro | 36ª    |
| 3  | 35.000     | Vitória  | 1–1    | Ceará               | Barradão      | 24 de novembro | 38ª    |
| 4  | 33.861     | Vitória  | 3–1    | Goiás               | Barradão      | 22 de setembro | 26ª    |
| 5  | 32.255     | Vitória  | 1–0    | CRB                 | Barradão      | 28 de julho    | 13ª    |
| 6  | 31.894     | Vitória  | 2–2    | Criciúma            | Barradão      | 4 de setembro  | 22ª    |
| 7  | 28.361     | Vitória  | 0–2    | Atlético Paranaense | Barradão      | 20 de outubro  | 31ª    |
| 8  | 21.062     | Goiás    | 4–0    | ASA                 | Serra Dourada | 23 de setembro | 32ª    |
| 9  | 20.515     | Vitória  | 1–0    | ABC                 | Barradão      | 6 de outubro   | 28ª    |
| 10 | 18.179     | Goiás    | 3–2    | Atlético Paranaense | Serra Dourada | 15 de setembro | 25ª    |

- i. ^ Considera-se apenas o público pagante

## Menores públicos
Esses são os dez menores públicos do Campeonato:
| Nº | Público[i] | Mandante      | Placar | Visitante       | Estádio             | Data           | Rodada |
| -- | ---------- | ------------- | ------ | --------------- | ------------------- | -------------- | ------ |
| 1  | 37         | Ipatinga      | 1–0    | Joinville       | Ipatingão           | 16 de outubro  | 30ª    |
| 2  | 101        | Ipatinga      | 2–3    | Guaratinguetá   | Ipatingão           | 17 de novembro | 37ª    |
| 3  | 142        | Ipatinga      | 1–1    | ABC             | Ipatingão           | 18 de maio     | 1ª     |
| 4  | 162        | Guaratinguetá | 2–0    | Paraná          | Martins Pereira     | 11 de setembro | 24ª    |
| 5  | 175        | Ipatinga      | 0–0    | Guarani         | Ipatingão           | 5 de outubro   | 28ª    |
| 6  | 181        | Ipatinga      | 1–2    | São Caetano     | Ipatingão           | 28 de julho    | 13ª    |
| 7  | 196        | Ipatinga      | 2–0    | Paraná          | Ipatingão           | 14 de agosto   | 17ª    |
| 8  | 208        | Guaratinguetá | 2–0    | Bragantino      | Martins Pereira     | 14 de setembro | 25ª    |
| 9  | 210        | Guaratinguetá | 1–2    | CRB             | Martins Pereira     | 4 de setembro  | 22ª    |
| 10 | 214        | São Caetano   | 1–1    | América Mineiro | Anacleto Campanella | 5 de junho     | 5ª     |
| 10 | 214        | Guaratinguetá | 2–1    | Criciúma        | Martins Pereira     | 28 de agosto   | 20ª    |

- i. ^ Considera-se apenas o público pagante

## Médias de público
Atualizado até a 38ª rodada.
Essas são as médias de público dos clubes no Campeonato. Considera-se apenas os jogos da equipe como mandante e o público pagante:
| 1. Vitória – 16.192 2. Goiás – 14.185 3. Criciúma – 10.290 4. Joinville – 9.397 5. Ceará – 8.853 6. CRB – 4.485 7. ABC – 4.225 8. Avaí – 3.964 9. Atlético Paranaense – 3.323 10. Paraná – 3.296 | 1. ASA – 2.874 2. Guarani – 2.379 3. América Mineiro – 1.855 4. Boa Esporte – 1.687 5. América de Natal – 1.584 6. Bragantino – 1.266 7. São Caetano – 988 8. Guaratinguetá – 952 9. Grêmio Barueri – 915 10. Ipatinga – 330 |

## Mudança de técnicos
| Clube          | Antecessor                   | Motivo      | Data           | Última partida                   | Rod | Pos | Sucessor                     | Ref.          |
| -------------- | ---------------------------- | ----------- | -------------- | -------------------------------- | --- | --- | ---------------------------- | ------------- |
| São Caetano    | Márcio Araújo                | Demitido    | 25 de maio     | Avaí 1–0 São Caetano             | 2ª  | 19° | Sérgio Guedes                | [ 21 ] [ 22 ] |
| Grêmio Barueri | Vinícius Eutrópio            | Demitido    | 4 de junho     | Atlético-PR 3–0 Grêmio Barueri   | 4ª  | 20° | Mauro Fernandes              | [ 23 ]        |
| Ipatinga       | Ney da Matta                 | Demitido    | 4 de junho     | Vitória 4–0 Ipatinga             | 4ª  | 15° | Mazola Júnior                | [ 24 ]        |
| Guaratinguetá  | Carlos Octávio               | Licenciado  | 6 de junho     | Guaratinguetá 0–1 América-RN     | 4ª  | 17° | Paulo Campos                 | [ 25 ]        |
| Atlético-PR    | Juan Ramón Carrasco          | Demitido    | 12 de junho    | CRB 2–0 Atlético-PR              | 5ª  | 10° | Ricardo Drubscky             | [ 26 ] [ 27 ] |
| Grêmio Barueri | Mauro Fernandes              | Demitido    | 13 de junho    | Grêmio Barueri 1–2 Paraná        | 6ª  | 20° | Estevam Soares               | [ 28 ] [ 29 ] |
| Guaratinguetá  | Paulo Campos                 | Resignado   | 18 de junho    | Bragantino 1–0 Guaratinguetá     | 6ª  | 19° | Pintado                      | [ 30 ]        |
| Atlético-PR    | Ricardo Drubscky             | Substituído | 27 de junho    | Ceará 1–0 Atlético-PR            | 7ª  | 13° | Jorginho                     | [ 31 ]        |
| ABC            | Márcio Goiano                | Demitido    | 4 de julho     | ASA 3–2 ABC                      | 8ª  | 13° | Ademir Fonseca               | [ 32 ]        |
| Ipatinga       | Mazola Júnior                | Resignado   | 14 de julho    | Ipatinga 0–3 Grêmio Barueri      | 10ª | 20° | Flávio Lopes                 | [ 33 ] [ 34 ] |
| ASA            | Heriberto da Cunha           | Demitido    | 26 de julho    | ASA 0–1 Goiás                    | 13ª | 17° | Nedo Xavier                  | [ 35 ]        |
| Atlético-PR    | Jorginho                     | Demitido    | 4 de agosto    | Atlético-PR 0–1 São Caetano      | 15ª | 11° | Ricardo Drubscky             | [ 36 ]        |
| Ipatinga       | Flávio Lopes                 | Resignado   | 4 de agosto    | Ipatinga 0–6 Goiás               | 15ª | 20° | Eugênio Souza                | [ 37 ] [ 38 ] |
| América-MG     | Givanildo de Oliveira        | Demitido    | 5 de agosto    | ASA 3–2 América-MG               | 15ª | 7°  | Milagres                     | [ 39 ] [ 40 ] |
| Bragantino     | Marcelo Veiga                | Resignado   | 9 de agosto    | Bragantino 0–2 Ipatinga          | 16ª | 16° | Roberto Cavalo               | [ 41 ]        |
| Guaratinguetá  | Pintado                      | Demitido    | 15 de agosto   | Vitória 2–0 Guaratinguetá        | 17ª | 20° | Carlos Octávio               | [ 42 ]        |
| CRB            | Roberto Fonseca              | Resignado   | 18 de agosto   | Guarani 4–0 CRB                  | 18ª | 12° | Pintado                      | [ 43 ] [ 44 ] |
| Grêmio Barueri | Estevam Soares               | Demitido    | 22 de agosto   | Grêmio Barueri 2–3 Guaratinguetá | 19ª | 20° | Evandro Guimarães (interino) | [ 45 ]        |
| Bragantino     | Roberto Cavalo               | Resignado   | 28 de agosto   | Bragantino 0–2 CRB               | 20ª | 18° | Vágner Benazzi               | [ 46 ] [ 47 ] |
| São Caetano    | Sérgio Guedes                | Demitido    | 28 de agosto   | ASA 4–1 São Caetano              | 20ª | 5°  | Emerson Leão                 | [ 48 ] [ 49 ] |
| América-MG     | Milagres                     | Substituído | 29 de agosto   | América-MG 1–3 Ceará             | 20ª | 9°  | Mauro Fernandes              | [ 50 ] [ 51 ] |
| Grêmio Barueri | Evandro Guimarães (interino) | Substituído | 12 de setembro | Guarani 1–0 Grêmio Barueri       | 24ª | 20° | Roberto Cavalo               | [ 52 ]        |
| Paraná         | Ricardinho                   | Resignado   | 15 de setembro | Paraná 1–1 Grêmio Barueri        | 25ª | 12° | Toninho Cecílio              | [ 53 ] [ 54 ] |
| Avaí           | Hemerson Maria               | Demitido    | 18 de setembro | América-MG 1–0 Avaí              | 25ª | 9°  | Argel Fucks                  | [ 55 ] [ 56 ] |
| CRB            | Pintado                      | Resignado   | 30 de setembro | CRB 0–2 Criciúma                 | 27ª | 16° | Roberval Davino              | [ 57 ]        |
| Joinville      | Leandro Campos               | Demitido    | 17 de outubro  | Ipatinga 1–0 Joinville           | 30ª | 6°  | Marcelo Serrano (interino)   | [ 58 ]        |
| ABC            | Ademir Fonseca               | Demitido    | 17 de outubro  | Criciúma 2–0 ABC                 | 30ª | 15° | Givanildo Oliveira           | [ 59 ] [ 60 ] |
| Guarani        | Vadão                        | Demitido    | 20 de outubro  | Guarani 0–3 América-MG           | 31ª | 14° | Vílson Taddei                | [ 61 ]        |
| Vitória        | Paulo César Carpegiani       | Resignado   | 21 de outubro  | Vitória 0–2 Atlético-PR          | 31ª | 3°  | Ricardo Silva                | [ 62 ] [ 63 ] |
| São Caetano    | Emerson Leão                 | Demitido    | 25 de outubro  | São Caetano 1–1 Ipatinga         | 32ª | 5°  | Aílton Silva (interino)      | [ 64 ]        |
| Ceará          | Paulo César Gusmão           | Demitido    | 29 de outubro  | Boa Esporte 1–0 Ceará            | 33ª | 10° | Anderson Silva (interino)    | [ 65 ] [ 66 ] |
| América-MG     | Mauro Fernandes              | Demitido    | 30 de outubro  | América-MG 0–1 ASA               | 34ª | 7°  | Cláudio Prates (interino)    | [ 67 ] [ 68 ] |
| Vitória        | Ricardo Silva                | Substituído | 4 de novembro  | Bragantino 3–0 Vitória           | 34ª | 3°  | Paulo César Gusmão           | [ 69 ]        |
| Joinville      | Marcelo Serrano              | Substituído | 9 de novembro  | Bragantino 1–0 Joinville         | 36ª | 6°  | Arthur Neto                  | [ 70 ]        |

## Premiação
| Campeonato Brasileiro 2012 Série B      |
| Goiás                                   |
| --------------------------------------- |
| Goiás Esporte Clube Campeão (2º título) |